# ماريو فرانشيتش
ماريو فرانشيتش (بالألمانية: Mario Vrančić) (مواليد 23 مايو 1989 في سلافونسكي برود، يوغوسلافيا)، هو لاعب كرة قدم ألماني من أصل بوسني يلعب في مركز خط الوسط. مثّل منتخب ألمانيا لكرة القدم للشباب.

## المسيرة الاحترافية

### أندية لعب لها
- ماينتس 05
- روت فايس آهلن
- بوروسيا دورتموند 2
- بادربورن 07
- دارمشتات 98
- نورويتش سيتي

## روابط خارجية
- ماريو فرانشيتش على موقع الاتحاد الدولي (مؤرشف)  (الإنجليزية)
- ماريو فرانشيتش على موقع الاتحاد الأوربي (الإنجليزية)
- ماريو فرانشيتش على موقع قاعدة بيانات كرة القدم.إي يو (الإنجليزية)
- ماريو فرانشيتش على موقع بيانات كرة القدم. دي إي (الألمانية)
- ماريو فرانشيتش على موقع ناشيونال فوتبول تيمز (الإنجليزية)
- ماريو فرانشيتش على موقع Soccerbase.com (لاعب) (الإنجليزية)
- ماريو فرانشيتش على موقع Soccerway.com (الإنجليزية)
- ماريو فرانشيتش على موقع عالم كرة القدم.نت (الإنجليزية)
- ماريو فرانشيتش على موقع AS.com (الإسبانية)